# جيمس آرثر أندرسون
جيمس آرثر أندرسون (بالإنجليزية: James Arthur Anderson)‏ هو ناقد أدبي وصحفي أمريكي، ولد في 1955.